# 알렉산데르 도밍게스
알렉산데르 도밍게스 카라발리(스페인어: Alexander Domínguez Carabalí, 1987년 6월 5일, 에스메랄다스주 타치나 ~)는 에콰도르의 축구 선수로 포지션은 골키퍼이다.

## 클럽 경력

### LDU 키토
도밍게스는 LDU 키토 소속으로, 그는 전설적인 호세 프란시스코 세바요스의 바통을 이어받아 팀의 주전 수문장을 맡고 있다.
키토 소속으로 도밍게스는 두 차례의 에콰도르 세리에 A 우승과 코파 리베르타도레스 2008 우승, 그리고 코파 수다메리카나 2009 우승을 거두었다.
도밍게스는 세계 상위 300명의 골키퍼들 중 하나이며, 에콰도르 내에서는 3위이고, 무실점 기간으로 보았을 때 현역 에콰도르 선수로는 최고 선수이다. 2007년 9월 2일부터 2007년 10월 28일까지, 그는 719분동안 무실점을 기록했다.

## 국가대표팀 경력
도밍게스는 전 에콰도르 청소년 국가대표로, 2007년 CONMEBOL U-20 축구 선수권 대회에서 자국을 대표로 참가했다.
2010년 5월, 도밍게스는 멕시코전과 대한민국전을 앞두고 에콰도르 성인 국가대표팀에 처음으로 차출되었다. 그러나, 그는 단 1분도 출전하지 못하고 벤치만 지켰다. 클럽과 관련댄 행각으로, 그는 온두라스전이 있던 2011년 2월까지 차출되지 못하였다. 그는 이 경기에서도 벤치만 지켰다. 마침내, 레이날도 루에다 감독은 2011년 3월 26일, 0-2로 패한 콜롬비아전에서 처음으로 출전 기회를 부여했다. 2011년 코파 아메리카에서 그는 마르셀로 엘리사가 골키퍼의 백업이었다.
그는 2014년 FIFA 월드컵 예선전 기간 동안 에콰도르의 주전 수문장으로 부상하였고, 그는 삼색기 군단 (La Tri)의 12경기에 출전하며 팀의 본선행에 일조했다.
2014년 6월, 도밍게스는 2014년 FIFA 월드컵에 참가할 에콰도르의 최종 엔트리에 포함되었다. 6월 15일, 그는 브라질리아의 이스타지우 마네 가힌샤에서 열린 스위스와의 경기에서 FIFA 월드컵 첫 경기를 나왔으나, 1-2로 패하였다.
2014년 6월 25일, 도밍게스는 프랑스와의 2014년 FIFA 월드컵 최종전에서 MVP로 선정되었다. 도밍게스는 카림 벤제마, 폴 포그바, 그리고 올리비에 지루 등의 슛을 무실점으로 막아냈다.

## 수상

### 클럽
LDU 키토
- 에콰도르 세리에 A: 2007, 2010
- 코파 리베르타도레스: 2008
- 레코파 수다메리카나: 2009, 2010
- 코파 수다메리카나: 2009

### 개인
- 2014년 FIFA 월드컵 맨 오브 더 매치 : vs. 프랑스 (E조 3차전)